# Суюргатмыш

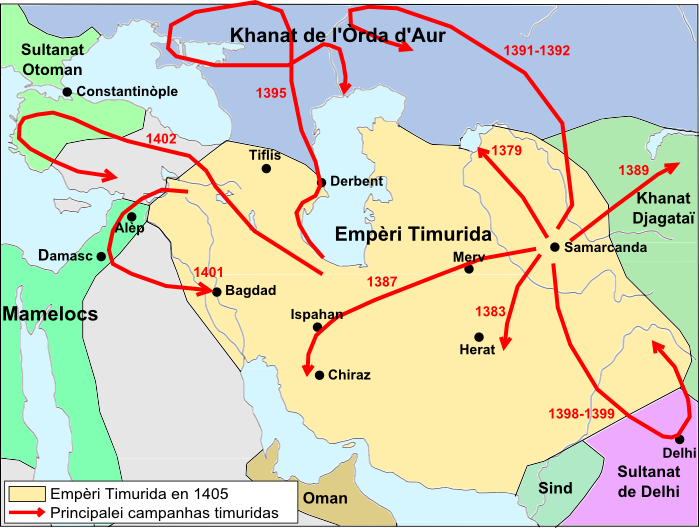
Военные походы Тимура

Суюргатмыш (ум. 1384) — хан и номинальный правитель западной части Чагатайского улуса (Мавераннахр) с 1370 года.
Согласно Муин ад-Дину Натанзи, был сыном Данишменджи — хана Чагатайского улуса с 1346 по 1348 год, потомка монгольского хана Угедэя.
В 1370 году Тимур, ставший после победы над Хусейном единоличным правителем Мавераннахра, возвёл его на ханский трон, управляя государством от его имени.
Суюргатмыш в качестве одного из полководцев участвовал в военных походах Тимура:
- на Моголистан (1371, 1375, 1376—1377) — в результате была завоёвана Ферганская долина;
- в Переднюю Азию (1380—1383) — была завоёвана почти вся Восточная Персия;
- в подавлении восстания сербедаров в Себзеваре (1383 год).

В результате побед армии Тимура территория государства, номинальным правителем которого числился Суюргатмыш, значительно увеличилась.
Суюргатмыш умер в 1384 году. Согласно «Муизз ал-ансаб» — генеалогическому труду, написанному в 1426 г. при дворе Шахруха, у хана было два сына — Султан-Махмуд, Хулан, и дочь по имени Урун-Султан, которая была женой Мираншаха, сына Тимура.
Новым ханом государства Тимура стал старший сын Суюргатмыша — Султан Махмуд.
Вдову Суюргатмыша (её имя не известно) Тимур взял в свой гарем — для престижа, а возможно, что она была ещё молодой женщиной.